# Шарль II д'Амбуаз
Шарль II д’Амбуаз (р. 1473 — ум. 11 марта 1511 г.) — французский аристократ, губернатор Милана (1503—1511) и командующий французским войском в ходе войны Камбрейской лиги.

## Биография
Родился в Шомон-сюр-Луар. Представитель дома д’Амбуаз, племянник кардинала и премьер-министра короля Людовика XII Жоржа д’Амбуаза и сын губернатора Шампани и Бургундии Шарля I д’Амбуаза.
Был губернатором Парижа, Миланского герцогства, сеньором Генуи и провинции Нормандия. В 1501 году он стал французским генерал-лейтенантом, а затем вице-королем Ломбардии, став другом Леонардо да Винчи во время его пребывания в Милане. Он был главным распорядителем французского двора с 1502 по 1504 год, когда стал маршалом Франции. С 1508 по 1510 год он также был адмиралом Франции и в 1507 году подавил восстание в Генуе.
В битве при Аньяделло в 1509 г. он командовал французским авангардом. В 1510 г. он принял командование французскими войсками, сражавшимися против папы Юлия II в Романье, за что был отлучен от церкви. Ему не удалось помешать Юлию захватить Болонью, а в 1511 г. он также потерял Мирандолу. Через месяц ему не удалось отбить Модену. Он умер от болезни в Корреджо, за семь часов до того, как до него дошли новости об отмене его отлучения.

## Семья
Его сын Жорж умер в 1525 г. в битве при Павии.